# Chenanisaurus
Chenanisaurus („ještěr z dolů Sidi Chennane“) byl rod velkého masožravého dinosaura (teropoda) z čeledi Abelisauridae, který žil asi před 66 miliony let (období nejpozdnější svrchní křídy) na území dnešního afrického Maroka.

## Objev
Fosilie tohoto dravého dinosaura byly objeveny ve fosfátových sedimentech pánve Ouled Abdoun na severu Maroka. Poprvé byly v odborné literatuře zmíněny již v roce 2005, formální popis a pojmenování dinosaura však byly publikovány až o 12 let později. Fosilní materiál je značně nekompletní, přesto ale umožnil přesnější zařazení tohoto abelisauridního teropoda.

## Popis

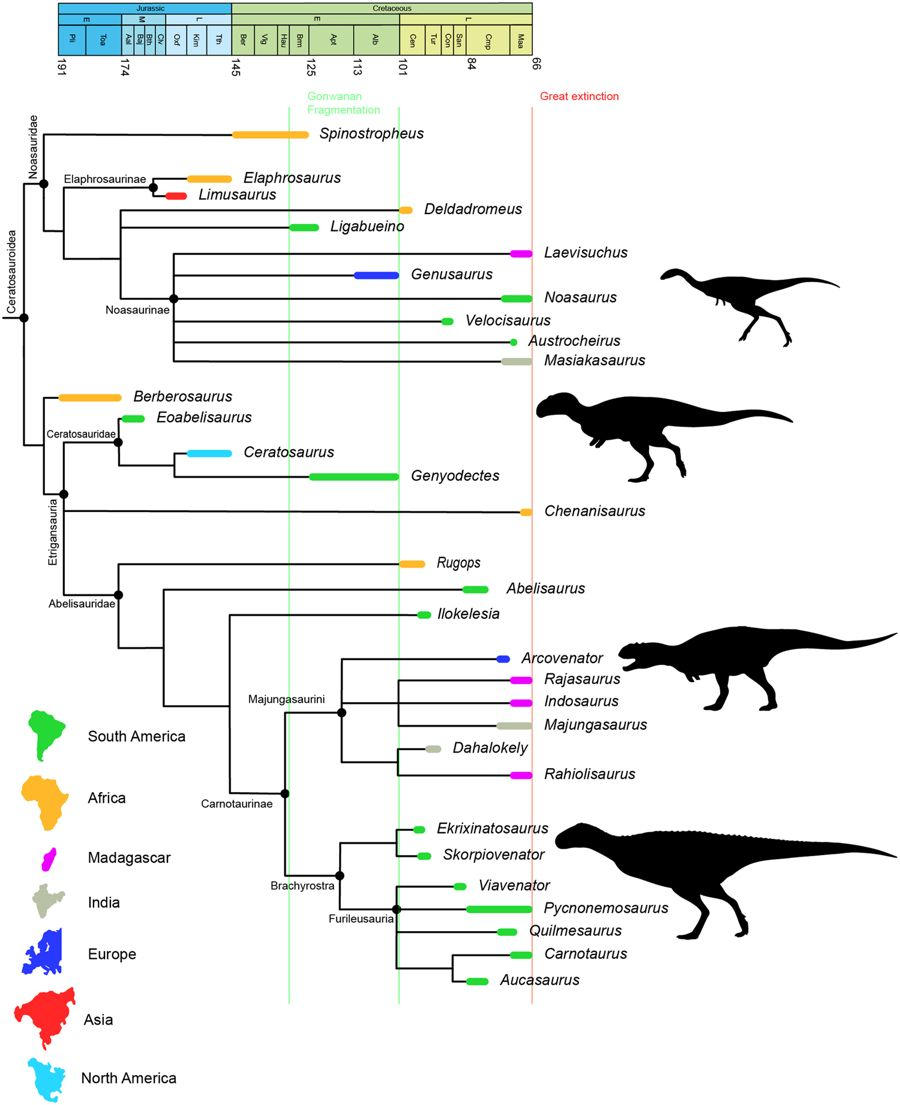
Fylogeneze ceratosaurů s vyznačenou pozicí rodu Chenanisaurus.

Chenanisaurus měřil na délku podle odhadů asi 7 až 8 metrů, patřil tedy k relativně velkým abelisauridům a teropodům obecně. Měl velmi krátké, redukované přední končetiny a pro abelisauridy charakteristicky mohutnou a vysokou hlavu. Zuby byly relativně krátké. Tento dinosaurus byl nepochybně agilním predátorem, který lovil kořist v podobě dinosaurů i dalších obratlovců zejména menší a střední velikosti. Patřil mezi poslední známé dinosaury (mimo ptáků) vůbec.

## Paleoekologie
Tito dinosauři žili nedaleko někdejšího mořského pobřeží a mohli se živit i velkou kořistí v podobě obřích sauropodů titanosaurů (případně jejich mláďat). Žili bezprostředně v době před událostí K-Pg, tedy velkým hromadným vymíráním na konci křídy, a zřejmě se stali jeho přímou obětí. Patří tedy k posledním známým neptačím dinosaurům, a to nejen v Africe, nýbrž celosvětově. Chenanisauři sdíleli ekosystémy s množstvím různých ptakoještěrů, jako byl například druh Simurghia robusta (tyto druhy patřily k posledním žijícím ptakoještěrům vůbec). Spolu s nimi sdíleli ekosystémy také dosud nepopsaní titanosaurní sauropodi a malí kachnozobí dinosauři rodu Ajnabia.